# Bad!
Bad! is een nummer van de Amerikaanse rapper XXXTentacion uit 2018. Het is de enige single van zijn derde en eerste postuum studioalbum Skins.
In "Bad!" vertelt XXXTentacion dat hij verliefd is op een vrouw en haar vraagt om romantiek en genegenheid. Hij beschrijft de vrouw als ‘slecht’, en daarmee suggereert hij dat ze aantrekkelijk is. Het nummer leverde de rapper postuum in diverse landen een bescheiden hit op. Zo bereikte het de 16e positie in de Amerikaanse Billboard Hot 100. In Nederland haalde de plaat geen hitlijsten, terwijl in Vlaanderen de 6e positie in de Tipparade werd gehaald.

## Tracklijst
Muziekdownload
1. "Bad!" - 1:34